# Tamásfalva (Szerbia)
Tamásfalva (más néven Hetény, szerbül Хетин / Hetin) település Szerbiában, a Vajdaságban, a Közép-bánsági körzetben, Bégaszentgyörgy községben.

## Fekvése
Zsombolyától délkeletre, az Ó-Béga mellett, Klári, Szerbcsernye, Szerbittabé és Ótelek közt fekszik. Magától a Közép-bánsági körzet központjától, Nagybecskerektől, mintegy 60 km távolságra esik.

## Története
Tamásfalva nevű falu Torontál vármegye északkeleti részén feküdt, mely terület egy időben Temes vármegyéhez tartozott, és 1462-ben említettek Tamásháza nevű helységet is, mely akkortájt a Beregszói Hagymás család birtoka volt, és a török hódoltság alatt teljesen elpusztult.
A jelenlegi település nevét Komori Bedekovich Tamás udvari tanácsostól vette, aki a település birtokosa volt. 
1841-ben dohánytermelő magyarok telepedtek le itt. Az 1848–49-es forradalom és szabadságharc idején szerb felkelők perzselték fel a helységet, de a magyar lakossága a Maroson túlra menekült. 
1854-ben ismét benépesült, majd 1868-ban templomot is építettek.

### Hetény
Tamásfalvától északkeletre feküdt Hetény falu, melyet pusztaként az 1723-1725-ös gróf Mercy térképén is feltüntették Hettin néven. 1696. augusztus 26-án itt zajlott le a hetényi csata, az I. Frigyes Ágost szász választófejedelem által vezetett német-római birodalmi csapatok és II. Musztafa oszmán szultán erői között.
1779-ben Torontál vármegyéhez csatolták és később önálló község lett.  
1897 után Hetény falut egyesítették Tamásfalvával.

## Népesség

### Demográfiai változások
| 1948 | 1953 | 1961 | 1971 | 1981 | 1991 | 2002 | 2011 |
| ---- | ---- | ---- | ---- | ---- | ---- | ---- | ---- |
| 2263 | 2160 | 2008 | 1604 | 1139 | 881  | 763  | 537  |

## Nevezetességek
- Római katolikus temploma - 1868-ban épült Szentháromság tiszteletére